# Mutilato di guerra
Il mutilato di guerra è il militare che nel corso di un conflitto bellico subisce una mutilazione o menomazione.
Se ha una disabilità viene definito invalido di guerra.

Distintivo d'onore di mutilato di guerra italiano

## Storia
Fin dai tempi remoti era previsto un intervento pubblico in favore di coloro che combattendo perdevano l'integrità della persona: ad Atene si provvedeva all'educazione dei figli, mentre nell'antica Roma venivano conferiti premi militari. Dal Medioevo si aggiunse l'assistenza agli invalidi, compresi quelli di guerra, anche per considerazioni religiose e caritatevoli, e si iniziò a creare ospizi e ricoveri ad hoc. Solo con la rivoluzione francese si afferma il dovere dell'intervento dello stato verso i cittadini mutilati e invalidi di guerra.

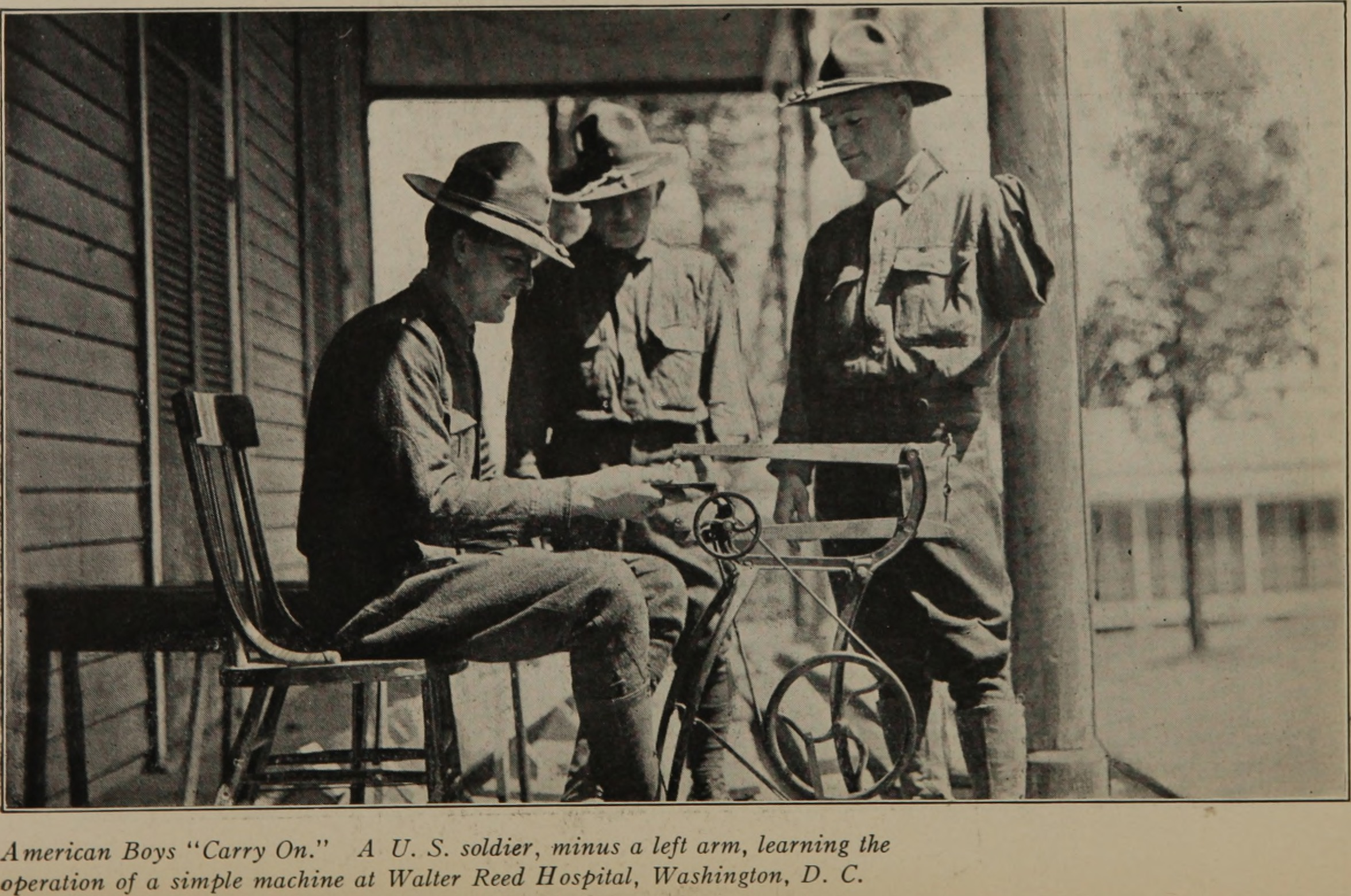
Mutilati di guerra statunitensi nel 1919

Nel Novecento, negli Stati Uniti, il militare mobilitato, oltre ad avere diritto in caso d'invalidità a un trattamento pensionario, poteva sottoscrivere un'assicurazione complementare con lo Stato contro i rischi di guerra a costi modesti, mentre in Gran Bretagna vigeva l'alternative pension, che consisteva nella differenza fra il guadagno medio realizzato dopo e quello possibile prima dell'invalidità.

## In Italia

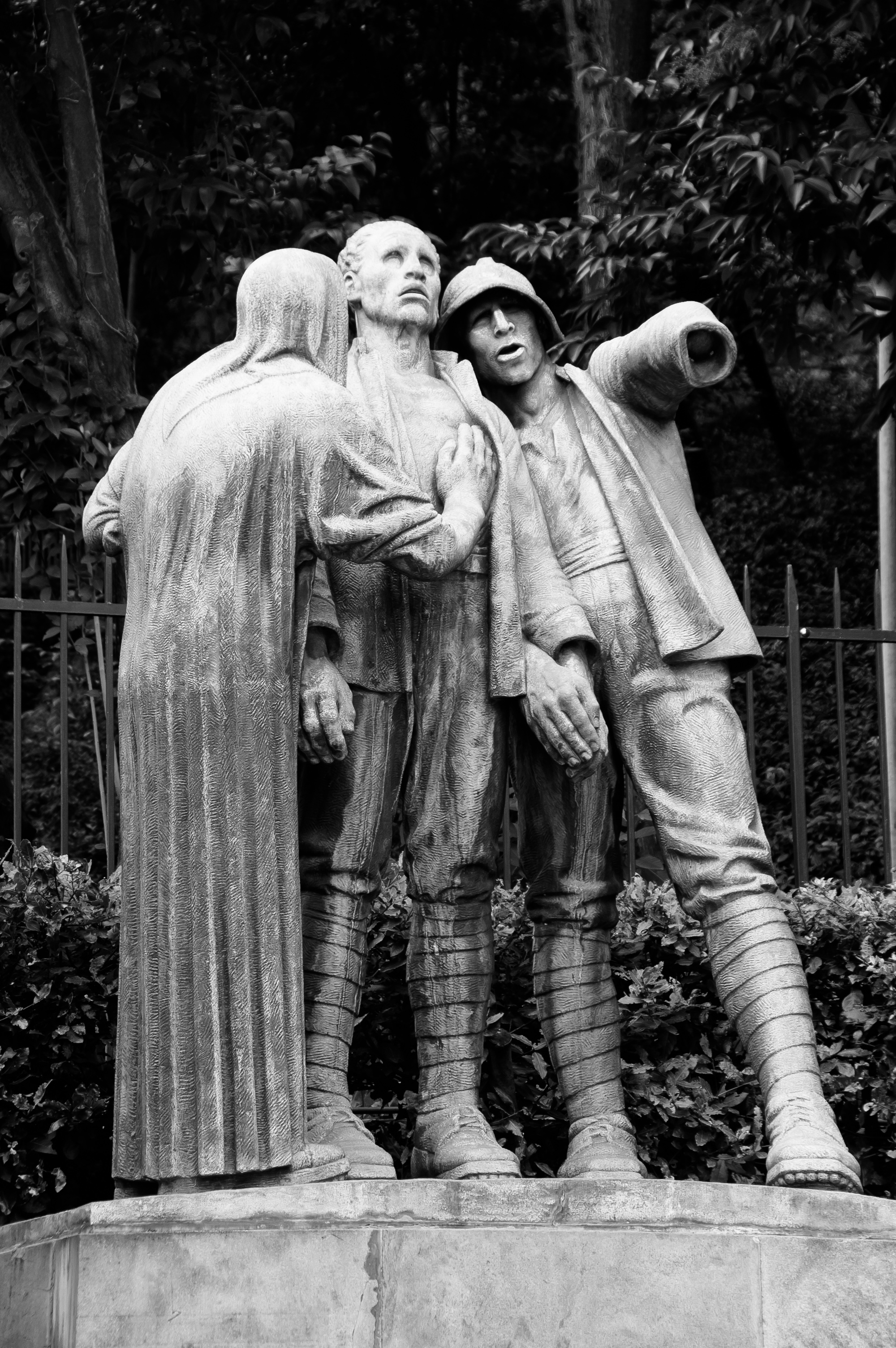
Monumento ai mutilati e invalidi di guerra, situato a Genova

Il Regno d'Italia fin dal 1865 legiferò dei benefici in loro favore, ma fu soltanto dopo la guerra italo-turca che con la legge 23 giugno 1912 fu istituita la "pensione privilegiata di servizio". 
Fu solo dopo la prima guerra mondiale, che lasciò centinaia di migliaia di mutilati e invalidi di guerra (circa 470 000), che con la legge 12 luglio 1923 furono accolte le aspirazioni dei mutilati di guerra e fu disciplinata giuridicamente anche la figura dell'invalido di guerra.
Una distinzione viene fatta fra coloro che hanno perduto ogni possibilità di provvedere a sé e agli altri e coloro ai quali rimane una maggiore o minore capacità di produrre. Ai primi sono corrisposti pensioni e assegni supplementari di assistenza e di cura tali da assicurare una giusto tenore di vita; per gli altri l'assegno o l'indennità sono integrati da norme rivolte a garantire e facilitare l'impiego delle residue capacità di lavoro, come il collocamento obbligatorio presso le imprese pubbliche e private. Negli anni '30, a fronte di 207 301 mutilati e invalidi di guerra, circa 50 000 erano assunti dalla pubblica amministrazione, e circa 8 000 erano assegnatari di rivendite e ricevitorie postali..

### L'Associazione nazionale

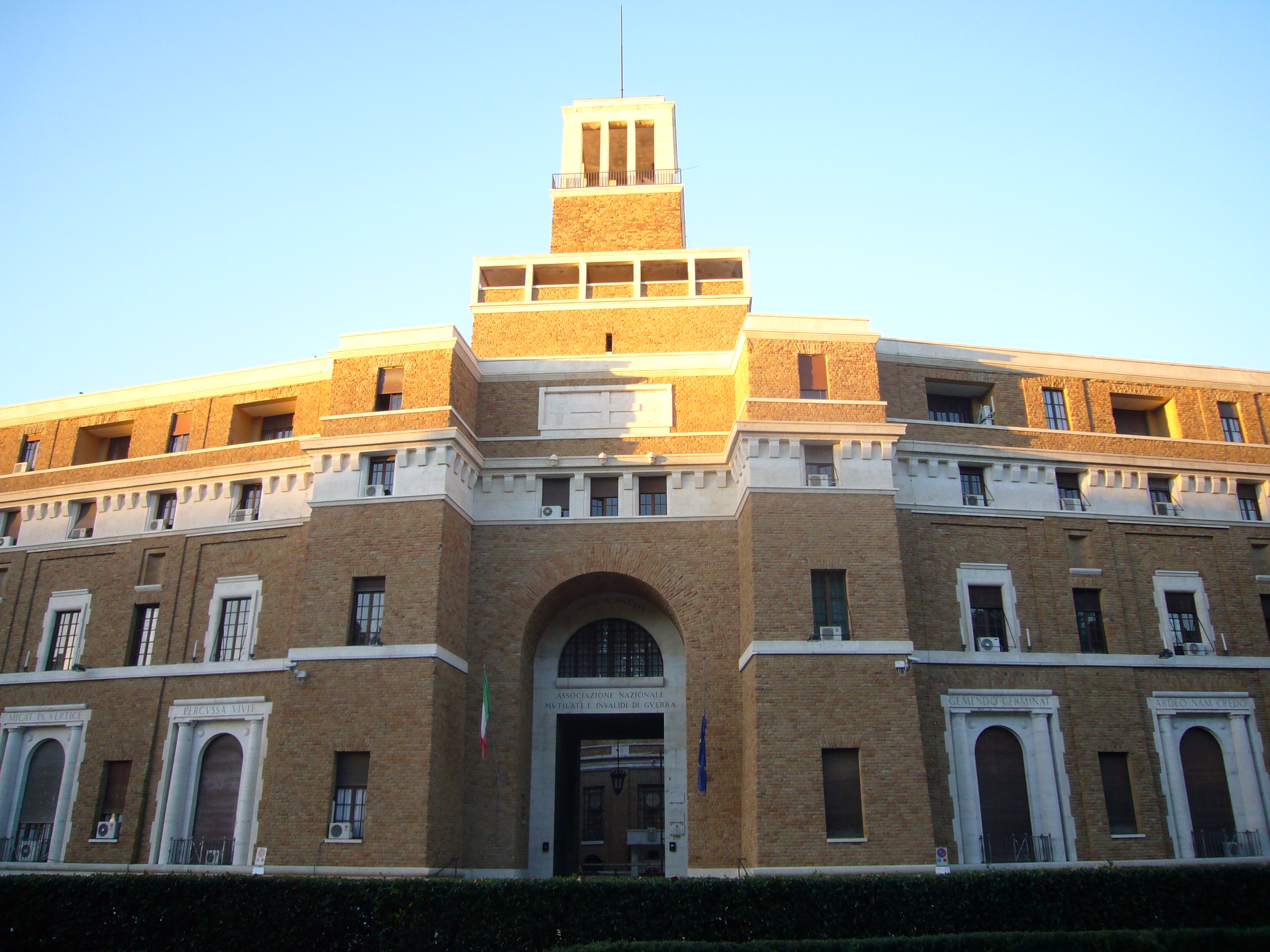
La sede dell'ANMIG a Roma

L'Associazione nazionale mutilati e invalidi di guerra è per molti aspetti la prima organizzazione unitaria e totalitaria sorta in Italia. Fu costituita a Milano il 29 aprile 1917, a guerra ancora aperta, per accogliere e difendere gli interessi di tutti i minorati di guerra. Fu il secondo congresso nazionale svoltosi il 5 aprile 1919, a Palermo, a deliberare il rifiuto a trasformarsi in partito politico. Con la legge del 1923 fu riconosciuta ed "esclusivamente demandate la rappresentanza e la tutela dei mutilati di guerra presso il governo e presso tutti i competenti organi dello stato". È stata eretta in ente morale con R.D. 16 dicembre 1929, n. 2162.
Alla fine della seconda guerra mondiale l’ANMIG, come le altre associazioni combattentistiche, fu commissariata dal CLN. Nel dopoguerra le sue attività si concentrarono sulla rivalutazione delle pensioni concesse ai mutilati e agli invalidi e nell’incentivare e rendere loro più facilmente disponibile l’assistenza sanitaria.
L'Associazione è stata fra le fondatrici, sin dal 1950, della Federazione Mondiale degli ex Combattenti (FMAC), organismo aderente all'ONU, che annovera organizzazioni in tutto il mondo in rappresentanza degli ex combattenti, invalidi e vittime della guerra. Nel 1977 l'ANMIG è stato soppressa come ente pubblico; continua a esistere come ente morale con personalità giuridica di diritto privato.
L’ANMIG conta oggi oltre 40 000 soci tra mutilati e invalidi di guerra, vedove e orfani titolari di pensione di reversibilità e nuovi soci tutelati.